# Uniwersytet w Liège
Uniwersytet w Liège (fr. Université de Liège) – belgijska publiczna szkoła wyższa, zlokalizowana w Liège.

## Historia
Uczelnia została utworzona w 1817 na podstawie dekretu wydanego 25 września 1816, przez króla Wilhelma I, władcę Królestwa Zjednoczonych Niderlandów. Na podstawie tego samego dekretu powstały Uniwersytet w Gandawie oraz w Leuven (późniejszy Katolicki Uniwersytet w Lowanium).
Pierwszym rektorem został Toussaint-Dieudonné Sauveur. Uczelnia składała się wówczas z czterech wydziałów: Medycyny, Nauk Ścisłych, Filozofii i Literatury oraz Prawa. Wykłady i egzaminy prowadzono wyłącznie po łacinie. 
W 1830, po powstaniu niepodległej Belgii, uniwersytet w Liège uzyskał status uniwersytetu państwowego. Uczelnia zaczęła się intensywnie rozwijać, w roku akademickim 1876–1877 liczba studentów przekroczyła tysiąc. Pod koniec XIX wieku na potrzeby placówki powstały liczne nowe budynki. 
W 1954 rozpoczęto budowę nowego campusu w Sart Tilman na przedmieściach Liège. W XXI wieku na uczelni powstały ośrodki zamiejscowe w Arlon (2004) i Gembloux (2009). 

## Struktura organizacyjna
- Wydział Filozofii i Literatury
- Wydział Prawa, Nauk Politycznych i Kryminologii
- Wydział Nauk Ścisłych
- Wydział Medycyny
- Wydział Nauk Stosowanych
- Wydział Weterynarii
- Wydział Psychologii, Logopedii i Nauk Pedagogicznych
- Wydział Zarządzania (HEC Liège)
- Wydział Nauk Społecznych
- Wydział Architektury
- Wydział Nauk Rolniczych w Gembloux (Gembloux Agro-Bio Tech)[6]